# 아날로그 회로
아날로그 회로는 아날로그 전기 신호를 처리하는 전자 회로로, 연속된 입력 신호를 받아서 연속된 출력 신호를 보내는 회로이다. 반면, 연속된 입력 신호를 입력 받아서 불연속된 출력 신호를 보내는 회로는 디지털 회로라고 부른다. 아날로그와 디지털의 차이의 예는 시계로 설명할 수 있다. 시계 바늘이 가리키는 문자를 읽는 방식을 아날로그라 하고 액정이나 발광 다이오드의 점등/비점등으로 숫자(시간)을 나타내는 방식의 시계를 디지털 방식이라 한다.

## 아날로그 회로의 특징
아날로그 회로는 디지털 회로와 비교해서 다음과 같은 특징이 있다.
- 잡음이나 간섭에 의한 외부요인에 약하다.
- 소자사이에 영향을 받기 쉽다.
- 회로가 짧은 시간에 복잡한 처리를 할 수 있다.

신호 처리 관점에서는 아날로그 신호로 처리하는 것이 곤란하기 때문에 처리의 디지털화가 되고 있다.
그러나 현실세계와 연결되는 부분에서는 반드시 아날로그 신호의 입출력이 필요하기 때문에 아날로그 신호를 손실없이 디지털 신호로 변환한다든가, 아날로그 신호를 정확하게 디지털 신호로 변환하는 목적에서 아날로그 회로가 사용된다. 
더욱 디지털 회로도 물리적인 관점에서 보면 아날로그 회로의 일종이며 최근에는 아날로그 회로와 동일한 원인으로 오작동을 하는 원인이 되기 때문에, 디지털 회로만으로 구성되었을 경우에도 최소한의 아날로그 회로의 지식이나 기술이 반드시 필요하다.

## 아날로그 회로의 예시
- 증폭 회로
- 발진 회로
- 필터 회로
- 연산 회로
- 임피던스 정합
- 변조 회로
- 전원 회로
- 고주파 회로

## 사용되는 소자
- 진공관
- 트랜지스터, 전계 효과 트랜지스터
- 유효증폭기
- 다이오드
- 저항기, 코일, 축전기
- 포토 커플러
- 변압기
- 릴레이

## 같이 보기
- 아날로그 컴퓨터
- 아날로그 신호